# Kostel svatého Václava (Letohrad)
Kostel svatého Václava římskokatolický kostel v Letohradě vystavený v letech 1680–1685 Hynkem Jetřichem Vitanovským z Vlčkovic. Stojí v těsném sousedství zámku s monumentálním průčelím do náměstí. Kostel je chráněn jako kulturní památka.

## Historie
Kostel byl vystavěn v roce 1680–1685 majitelem panství Kyšperk Hynkem Jetřichem Vitanovským z Vlčkovic (1643–1681). Původně měl jako součást zámku plnit funkci zámecké kaple. Stavba se připisuje italskému mistru staviteli Antoniu Demaggio. Objekt byl posvěcen roku 1681 biskupem královéhradeckým Janem Františkem Kryštofem z Talmberka. V kostele má hrobku i jeho zakladatel Hynek Jetřich Vitanovský z Vlčkovic a byli tam pohřbíváni i někteří další majitelé kyšperského panství.

## Popis

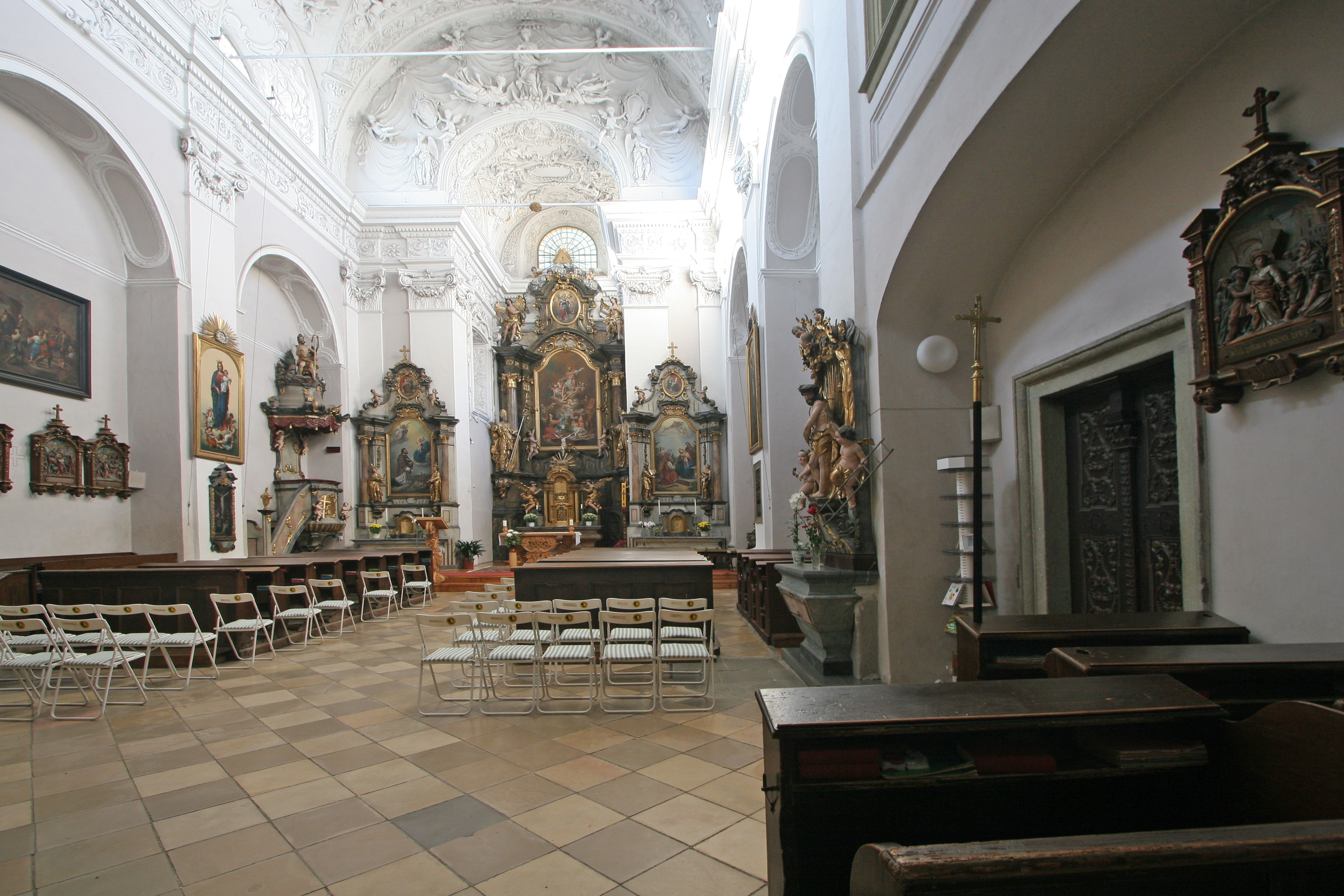
Vnitřek kostela

Stavba kostela je provedena v barokním slohu se štukovou výzdobou průčelí a trojicí dveří uprostřed, které vedou do kostelní lodi. Další dveře vlevo ústí do sakristie a dveře vpravo do tzv. Bratrské kaple, pojmenované po Mariánském bratrstvu, založeném Hynkem Vitanovským roku 1665 při kostele orlickém (obec Orlice se v r. 1950 stala součástí Letohradu). Později bylo bratrstvo přeneseno do Kyšperka (od r. 1950 Letohradu) a kaple tak sloužila ke konání pobožností členů bratrstva.
Uměleckou zvláštností tohoto kostela je hlavně bohatá štuková výzdoba klenby, která je založena na myšlence, že celý svět a všechno tvorstvo chválí Hospodina (žalm 150 a 148). Tvůrci tohoto díla byli umělci z Milána – snad mistr Giovani Maderna, a tato práce prý stála více peněz než celá stavba kostelní.
Další pozoruhodností tohoto kostela je obraz sv. Václava na hlavním oltáři. Byl namalován roku 1785 synem ředitele vídeňské malířské akademie Christianem Sambachem (1761–1798). Neobvyklost obrazu spočívá ve vyobrazení Svatého Václava jako orodovníka za lidstvo, ochránce slabých a bezmocných.

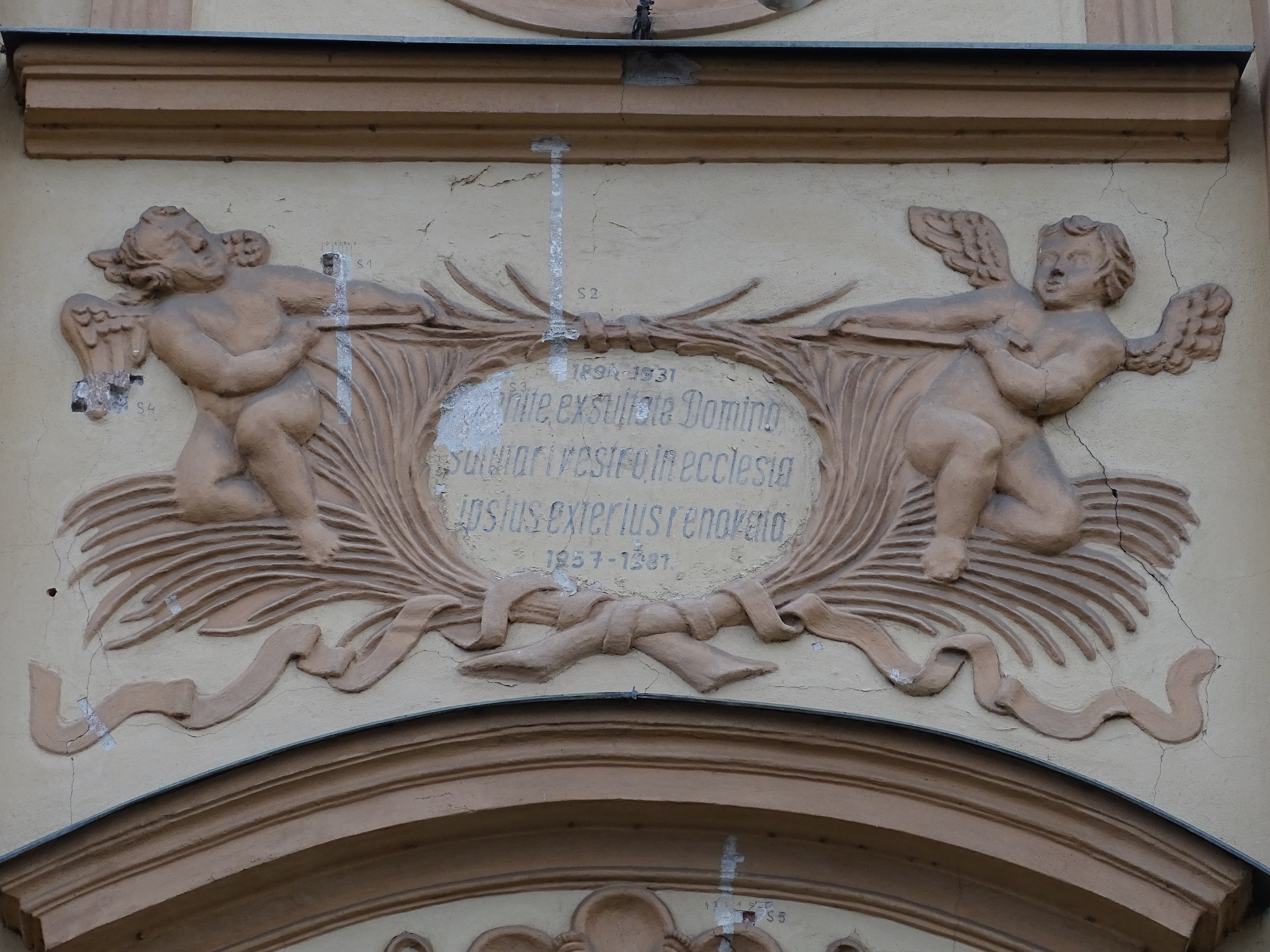
Reliéf s nápisem nad vchodem do kostela

Z dalších zajímavostí farního kostela sv. Václava v Letohradě je možno jmenovat obraz Kristus se dvěma učedníky u pravého předního postranního oltáře. Je pokládán ne-li přímo za dílo Brandlovo, tedy jistě z jeho školy. Uprostřed kostelních stěn jsou umístěny obrazy Narození Páně po levé a Obřezání Páně po pravé straně. O nich zaznamenal katecheta měšťanských škol Josef Pícha, že byly malovány místním malířem Antonínem Regnardem. Dle farních zápisů byl však obraz Narození Páně malován roku 1725 malířem Jakubem Kratochvílem. O obraze Obřezání Páně záznamy nejsou, autor z 18. století je rovněž neznámý. Plastické obrazy Křížové cesty z terakoty jsou francouzským výrobkem, dodaným firmou Müller z Innsbrucku roku 1902. Postranní oltáře zdobí obrazy Jana Umlaufa, na místě starších obrazů Antonína Regnarda.
Nynější varhany byly postaveny roku 1897 pražským varhanářem Petrem.